# Jesse Mahieu
Jesse Mahieu (* 12. August 1978 in Best) ist ein ehemaliger niederländischer Hockeyspieler, der bei den Olympischen Spielen 2004 die Silbermedaille gewann. Er war auch Europameisterschaftszweiter 2005.

## Sportliche Karriere
Der 1,95 m große Verteidiger bestritt 50 Länderspiele für die niederländische Nationalmannschaft.
Mahieu debütierte 2002 in der Nationalmannschaft. Nach seinem ersten Länderspiel vergingen zwei Jahre bis zu seinem zweiten Einsatz. Nach zehn Länderspielen bestritt er alle sieben Spiele bei den Olympischen Spielen in Athen. Dort gewannen die Niederländer ihre Vorrundengruppe und siegten im Halbfinale mit 3:2 über die deutsche Mannschaft. Im Finale unterlagen die Niederländer den Australiern mit 1:2 nach Sudden Death durch ein Tor von Jamie Dwyer in der Verlängerung.
Bei der Europameisterschaft 2005 in Leipzig gewannen die Niederländer ihre Vorrundengruppe mit einem 2:1 über Spanien. Nach einem 5:1-Halbfinalsieg über die belgische Mannschaft trafen die Niederländer im Finale erneut auf die Spanier und verloren mit 2:4. 2006 belegten die Niederländer bei der Weltmeisterschaft in Mönchengladbach den siebten Platz. Mahieu wirkte in drei Spielen der Weltmeisterschaft mit, das Spiel gegen Pakistan in der Zwischenrunde war sein letztes Länderspiel.
2003 und 2004 wurde Jesse Mahieu mit dem Amsterdamsche Hockey & Bandy Club niederländischer Meister.